# IC 138
IC 138 ist eine Balkenspiralgalaxie vom Hubble-Typ SBc im Sternbild Walfisch in der Umgebung des Himmelsäquators. Sie ist schätzungsweise 209 Millionen Lichtjahre von der Milchstraße entfernt.
Das Objekt wurde am 27. September 1867 vom US-amerikanischen Astronomen Aaron Nichols Skinner entdeckt.